# New York City E-Prix

Brooklin Street Rundkurs Layout

Der New York City E-Prix ist ein Automobilrennen der FIA-Formel-E-Weltmeisterschaft in New York City, USA. Es wurde erstmals 2017 ausgetragen.

## Geschichte
Der New York City E-Prix wird auf einer eigens dafür errichteten temporären Rennstrecke auf öffentlichen Straßen im Viertel Red Hook im Stadtteil Brooklyn, im Bereich der Hafenanlagen des Brooklyn Cruise Terminal ausgetragen.

## Ergebnisse
| Auflage | Jahr    | Strecke                            | Sieger                                         | Zweiter                                           | Dritter                                            | Pole-Position                               | Schnellste Runde                       |
| ------- | ------- | ---------------------------------- | ---------------------------------------------- | ------------------------------------------------- | -------------------------------------------------- | ------------------------------------------- | -------------------------------------- |
| 1.1     | 2016/17 | Formel-E-Rennstrecke New York City | Sam Bird (DS Virgin Racing Formula E Team)     | Jean-Éric Vergne (Techeetah)                      | Stéphane Sarrazin (Techeetah)                      | Alex Lynn (DS Virgin Racing Formula E Team) | Maro Engel (Venturi Formula E Team)    |
| 1.2     | 2016/17 | Formel-E-Rennstrecke New York City | Sam Bird (DS Virgin Racing Formula E Team)     | Felix Rosenqvist (Mahindra Racing Formula E Team) | Nick Heidfeld (Mahindra Racing Formula E Team)     | Sam Bird (DS Virgin Racing Formula E Team)  | Daniel Abt (ABT Schaeffler Audi Sport) |
| 2.1     | 2017/18 | Formel-E-Rennstrecke New York City | Lucas di Grassi (Audi Sport ABT Schaeffler)    | Daniel Abt (Audi Sport ABT Schaeffler)            | Sébastien Buemi (Renault e.dams)                   | Sébastien Buemi (Renault e.dams)            | Felix Rosenqvist (Mahindra Racing)     |
| 2.2     | 2017/18 | Formel-E-Rennstrecke New York City | Jean-Éric Vergne (Techeetah)                   | Lucas di Grassi (Audi Sport ABT Schaeffler)       | Daniel Abt (Audi Sport ABT Schaeffler)             | Sébastien Buemi (Renault e.dams)            | Daniel Abt (Audi Sport ABT Schaeffler) |
| 3.1     | 2018/19 | Formel-E-Rennstrecke New York City | Sébastien Buemi (Nissan e.dams)                | Mitch Evans (Panasonic Jaguar Racing)             | António Félix da Costa (BMW i Andretti Motorsport) | Sébastien Buemi (Nissan e.dams)             | Jean-Éric Vergne (DS Techeetah)        |
| 3.2     | 2018/19 | Formel-E-Rennstrecke New York City | Robin Frijns (Envision Virgin Racing)          | Alexander Sims (BMW i Andretti Motorsport)        | Sébastien Buemi (Nissan e.dams)                    | Alexander Sims (BMW i Andretti Motorsport)  | Daniel Abt (Audi Sport ABT Schaeffler) |
| 4.1     | 2020/21 | Formel-E-Rennstrecke New York City | Maximilian Günther (BMW i Andretti Motorsport) | Jean-Éric Vergne (DS Techeetah)                   | Lucas di Grassi (Audi Sport ABT Schaeffler)        | Nick Cassidy (Envision Virgin Racing)       | Norman Nato (ROKiT Venturi Racing)     |
| 4.2     | 2020/21 | Formel-E-Rennstrecke New York City | Sam Bird (Jaguar Racing)                       | Nick Cassidy (Envision Virgin Racing)             | António Félix da Costa (DS Techeetah)              | Sam Bird (Jaguar Racing)                    | Mitch Evans (Jaguar Racing)            |
| 5.1     | 2021/22 | Formel-E-Rennstrecke New York City | Nick Cassidy (Envision Racing)                 | Lucas di Grassi (ROKiT Venturi Racing)            | Robin Frijns (Envision Racing)                     | Nick Cassidy (Envision Racing)              | Edoardo Mortara (ROKiT Venturi Racing) |
| 5.2     | 2021/22 | Formel-E-Rennstrecke New York City | António Félix da Costa (DS Techeetah)          | Stoffel Vandoorne (Mercedes-EQ Formula E Team)    | Mitch Evans (Jaguar TCS Racing)                    | Nick Cassidy (Envision Racing)              | Edoardo Mortara (ROKiT Venturi Racing) |

Anmerkungen
1. ↑  Nick Cassidy gewann den Pole Position beim zweiten Rennen des New York E-Prix und erhielt die drei Punkten. Da er jedoch ein RESS-Radiator zum fünften Mal gewechselt hatte, wurde er um 30 Startplätze nach hinten versetzt. Vom ersten Platz startete António Félix da Costa.